# Dol (gmina Kočevje)
Dol – wieś w Słowenii, w gminie Kočevje. W 2018 roku liczyła 26 mieszkańców.